# Gayle King
Gayle King, född 28 december 1954 i Maryland, är en amerikansk tv-personlighet och journalist för CBS News sedan 2012. Hon är programledare för morgonprogrammet CBS Mornings och dess föregångare CBS This Morning. Hon är också redaktör för O, The Oprah Magazine.
Hon är nära vän med Oprah Winfrey och figurerade ofta i Winfreys program.
King utsågs 2019 till en av världens 100 mest inflytelserika personer av Time Magazine.
Hon flög med Blue Origins New Shepard under en rymdfärd kallad Blue Origin NS-31 den 14 april 2025. Flygningen blev den första med endast kvinnor ombord, sex stycken, sedan 1963 då Valentina Teresjkova flög med Vostok 6.